# Les Caves du Majestic
Les Caves du Majestic je francouzský hraný film z roku 1945, který režíroval Richard Pottier podle stejnojmenného románu Georgese Simenona. Snímek měl světovou premiéru 11. srpna 1945.

## Děj
Ve sklepě luxusního hotelu Majestic najde vedoucí kavárny Donge tělo bohaté klientky Petersenové. Vyšetřováním je pověřen komisař Maigret, který musí vyslechnout množství osob: hotelový personál, manžela oběti, Teddyho, syna paní Petersenové, její sekretářku, společenského tanečníka, bývalého trenéra, batávského dobrodruha, správce soukromé poštovní schránky, paní Donge a samotného pana Donge, který je Teddyho biologickým otcem.

## Obsazení
| Albert Préjean     | komisař Jules Maigret          |
| Suzy Prim          | paní Petersenová               |
| Jean Marchat       | pan Petersen                   |
| Denise Grey        | paní Van Bell                  |
| Jacques Baumer     | Arthur Donge                   |
| Odette Florelle    | Charlotte Donge                |
| André Gabriello    | inspektor Lucas                |
| Gina Manès         | Ginette                        |
| Denise Bosc        | Hélène                         |
| Gabrielle Fontan   | chůva                          |
| Marie-José         | zpěvačka                       |
| René Génin         | Ramuel                         |
| Fernand Charpin    | vyšetřovací soudce             |
| Raymond Rognoni    | ředitel hotelu                 |
| Jean-Jacques Delbo | Enrico Fualdès                 |
| Robert Demorget    | Teddy                          |
| Maurice Salabert   | inspektor                      |
| Henri Vilbert      | šéfkuchař                      |
| Jean Clarieux      | taxikář                        |
| Marcel Lévesque    | ředitel Agence Internationale  |
| Georges Chamarat   | Dussart, hotelový noční hlídač |
| Marcel Melrac      | inspektor                      |
| Emile Genevois     | kuchař                         |
| Richard Francoeur  | Delormel, zaměstnanec banky    |